# Uruguaya corallioides
Uruguaya corallioides är en svampdjursart som först beskrevs av James Scott Bowerbank 1863.  Uruguaya corallioides ingår i släktet Uruguaya och familjen Potamolepiidae. Inga underarter finns listade i Catalogue of Life.